# La sangre y la lluvia
La sangre y la lluvia es una producción cinematográfica colombiana que se estrenó el 31 de octubre de año 2009 en las salas de cine Colombianas, previamente fue proyectada el 9 de septiembre de 2009 el marco del Festival Internacional de Cine de Venecia  en la sección autónoma Venice Days  donde compitió por el premio León del Futuro-Premio Luigi De Laurentiis dotado con una bolsa de 100.000 dólares.
La película es narrada en un ritmo policíaco y de suspenso, con locaciones en el centro de Bogotá en medio de calles vacías y lluviosas, la película costó un millón de dólares y fue producida por Patofeo Films,Efe -X Cine y Rcn Cine, fue dirigida por Jorge Navas presentando en los papeles principales a los actores Gloria Montoya y Quique Mendoza.
La coguionista francesa Alizé Le Maoultla definió La sangre y la lluvia como una historia de Amor imposible. La película cuenta con una escena de sexo fuerte donde el personaje de Ángela se masturba, sobre esta escena la guionista comento  "Es una escena necesaria, realista, la que más me gusta, porque resume su profunda soledad".

## Sinopsis
Narra la historia de Jorge, un hombre aislado de la sociedad  que a sus 30 años tras la muerte de su hermano William, empieza a manejar el taxi de William su hermano un paramilitar reinsertado y líder en el gremio de taxistas, fue asesinado por una pandilla de delincuentes liderados por el Teniente Gonzáles, un policía corrupto que maneja los hilos de una red de tráfico de repuestos, asaltos a usuarios de taxis llamados Paseos millonarios y robo autos.
William trabajaba en una banda bajo el mando de Don Héctor, un paramilitar reinsertado, que maneja una red de prostíbulos y tráfico de drogas, Jorge es contactado por el Teniente González y confundido acerca de los hechos que llevaron a la muerte de su hermano, previendo una guerra contra la banda de Don Héctor el Teniente González, utiliza a Jorge para informarse acerca de Don Héctor, en esta confusión Jorge es atacado y golpeado por los hombres de la banda de González por no querer ir a la cota con el Teniente Gonzales, la golpiza le demuestra a Jorge la culpabilidad de la banda de González en la muerte de su hermano, e inicia la búsqueda de venganza.
En la cual va a pedir ayuda a Don Héctor, pero en el camino se encuentra con Ángela, una hermosa mujer de 25 años,  quien detiene el taxi pidiendo ayuda, sin saber que el destino los iba a unir en un camino donde inician a colaborarse y a identificarse en sus respectivas historias de vida.

## Participación en Festivales de cine
Participó en el Festival de Cine de Venecia con gran éxito, cuya exhibición fue lograda gracias a la colaboración de Renzo Films, reconocida por apoyar proyectos independientes.
Estará presente en el XVIII Festival de Biarritz de Cine y Culturas de América Latina y el Caribe que se lleva a cabo en la ciudad de Biarritz, Francia, tomando parte del concurso principal de largometrajes por el Premio El Abrazo, junto con la también producción colombiana La pasión de Gabriel.